# Universidad del Fútbol y Ciencias del Deporte
La Universidad del Fútbol y Ciencias del Deporte, es una institución de educación en el estado de Hidalgo, México. Esta institución educativa tiene un modelo de enseñanza en torno al deporte.

## Historia
El 15 de febrero de 2000 el gobernador de Hidalgo, Manuel Ángel Núñez Soto, colocó la primera piedra de la Universidad. Se culminó la primera etapa de la universidad con la inauguración de las instalaciones el día 8 de noviembre de 2001. El gobernador de Hidalgo, Manuel Ángel Núñez Soto, fue el encargado de cortar el listón, acompañado por Jesús Martínez, Presidente del Club Pachuca y de Nelson Vargas, titular de la CONADE.

## Oferta educativa
Su oferta educativa es de varios niveles edicativos:
- Preescolar
- Primaria
- Secundaria
- Preparatoria
- Técnico Superior Universitario
  - Gastronomía
- Licenciatura
  - Gastronomía
  - Administración
  - Ciencias del Deporte
  - Comunicación
  - Educación Física
  - Nutrición
  - Psicología
  - Terapia Física
  - Mercadotecnia.
- Maestría
  - Alto Rendimiento en Deportes de Equipo
  - Ciencias del Deporte Alto Rendimiento
  - Educación Física
  - Fisioterapia y Kinesiología Deportiva
  - Medicina del Deporte
  - Nutrición Deportiva
- Doctorado
  - Investigación en Ciencias del Deporte

## Campus
Ubicada en el circuito de la Concepción, cuenta con 14 hectáreas de superficie. Entre sus instalaciones cuenta con aulas; sala de audiovisual; gimnasio; laboratorios de Física, Química y Biología; centro de cómputo; biblioteca; cafetería; y canchas deportivas.